# Hyalinobatrachium aureoguttatum
La rana de cristal de manchas doradas (Hyalinobatrachium aureoguttatum) es una especie  de anfibios de la familia Centrolenidae.

## Distribución geográfica
Se encuentra en la vertiente pacífica de los Andes de Ecuador y Colombia y el sudeste de Panamá. 

## Estado de conservación
Se encuentra amenazada de extinción por la pérdida de su hábitat natural.